# Liste der Staatsoberhäupter 1601
Übersicht
◄◄ | ◄ | 1597 | 1598 | 1599 | 1600 | Liste der Staatsoberhäupter 1601 | 1602 | 1603 | 1604 | 1605 | ► | ►►

Weitere Ereignisse

## Afrika
- Äthiopien
  - Kaiser (Negus Negest): Jakob (1597–1603) (1604–1607)

- Bamum (im heutigen Kamerun)
  - König: Ngapina (1590–1629)

- Bornu (im heutigen Niger) Sefuwa-Dynastie
  - König/Mai: Muhammad VI. Bukalmarami (1596–1612)

- Jolof (im heutigen Senegal)
  - Buur-ba Jolof: Gireun Buri Dyelen (1597–1605)

- Kano
  - König: Muhammad Zaki (1582–1618)

- Kongo
  - Mani-Kongo: Alvaro II. (1587–1614)

- Marokko (Saadier)
  - Sultan: Ahmad al-Mansur (1578–1603)

- Munhumutapa-Reich
  - Herrscher: Gatsi Rusere (1589–1623)

- Ruanda
  - König: Ruganzu II. (1600–1624)

- Sultanat von Sannar (im heutigen Sudan)
  - Sultan: Unsa I. (1591–1603/04)

## Amerika
- Generalgovernorat Brasilien
  - Generalgouverneur: Francisco de Sousa (1592–1602) (1609–1611 Generalgouverneur von Rio de Janeiro)

- Vizekönigreich Neuspanien
  - Vizekönig: Gaspar de Zúñiga y Acevedo (1595–1603) (1604–1606 Vizekönig von Peru)

- Vizekönigreich Peru
  - Vizekönig: Luis de Velasco y Castilla (1596–1604) (1590–1595, 1607–1611 Vizekönig von Neuspanien)

## Asien
- Birma
  - Arakan
    - König: Razagri (1593–1612)

  - Taungu
    - König: Nyaungyan (1596–1606)

- Brunei
  - Sultan: Shah Berunai (1600–1605)

- China (Ming-Dynastie)
  - Kaiser: Wanli (1572–1620)

- Georgien
  - Imeretien
    - König: Rostom I. (1590–1605)

  - Kachetien
    - König: Alexander II. (1574–1603, 1603–1605)

  - Kartlien
    - König: Giorgi X. (1600–1605)

  - Mingrelien
    - Fürst: Mamuka I. Dadiani (1590–1611)

- Indien
  - Ahom (im heutigen Assam)
    - König: Sukhaamphaa (1552–1603)

  - Dekkan-Sultanate (in Zentralindien)
    - Ahmadnagar
      - Sultan: Murtaza Shah II. (1600–1610)

    - Bidar
      - Sultan: Mirza Ali Barid Shah III. (1600–1609)

    - Bijapur
      - Sultan: Ibrahim Adil Shah II. (1580–1627)

    - Golkonda (Qutub-Schahi-Dynastie)
      - Sultan: Muhammad Quli Qutb Shah (1580–1612)

  - Madurai
    - Nayak: gemeinsame Herrschaft der Enkel von Kumara Krishnappa Nayak (1595–1602)

  - Mogulreich
    - Großmogul: Akbar I. (1556–1605)

  - Mysore (im heutigen Karnataka)
    - Maharaja: Wadiyar I. (1578–1617)

  - Portugiesisch-Indien
    - Vizekönig: Aires de Saldanha (1600–1605)

  - Vijayanagar (in Südindien)
    - König: Venkata II. (1586–1614)

- Indonesien
  - Aceh
    - Sultan: Ri'ayat Syah al-Mukamma (1589–1604)

  - Johor
    - Sultan: Alauddin Riayat Shah III. (1597–1615)

- Japan
  - Kaiser (Tennō): Go-Yōzei (1586–1611)

- Kambodscha
  - König: Chau Ponhea Nhom (1600–1603)

- Kasachen-Khanat
  - Khan: Yesim Khan (1598–1628/35)

- Korea (Joseon-Dynastie)
  - König: Seonjo (1567–1608)

- Lan Xang (im heutigen Laos)
  - König: Voravongse II. (1596–1621)

- Nepal
  - Bhaktapur
    - König: Trailokya Malla (1560–1613)

  - Kantipur
    - König: Siva Simha Malla (1583–1619) (1609–1619 König von Lalipur)

  - Lalitpur
    - König: Harihara Simha (1600–1609)

- Persien (Safawiden-Dynastie)
  - Schah: Abbas I. (1587–1629)

- Philippinen
  - Maguindanao
    - Sultan: Laut Buisan (1597–1619)

  - Sulu
    - Sultan: Batara Shah Tengah (1596–1608)

- Sri Lanka
  - Jaffna
    - König: Ethirimana Cinkam (1591–1616)

  - Kandy
    - König: Vimala Dharma Surya I. (1590–1604)

  - Portugiesisch Ceylon (Ceilaõ)
    - Generalgouverneur: Jerónimo de Azevedo (1594–1613) (1612–1617 Vizekönig von Portugiesisch-Indien)

- Thailand (Ayutthaya)
  - König: Naresuan (1590–1605)

- Vietnam
  - Cao Bằng (Mạc-Dynastie)
    - König: Mạc Kính Cung (1593–1625)

  - Champa
    - König: Po Ramé (1627–1644)

  - Lê-Dynastie
    - König: Lê Kính Tông (1600–1619)

  - Nguyen (im Süden Vietnams)
    - Herrscher: Nguyễn Hoàng (1558–1613)

  - Trinh
    - Herrscher: Trinh Tung (1570–1623)

## Europa
- Andorra
  - Co-Fürsten:
    - König von Frankreich: Heinrich IV. (1562–1610)
    - Bischof von Urgell: Andreu Capella (1587–1609)

- Dänemark und Norwegen
  - König: Christian IV. (1588–1648)

- England und Irland
  - Königin: Elisabeth I. (1558–1603)

- Frankreich
  - König: Heinrich IV. (1589–1610)

- Heiliges Römisches Reich
  - König und Kaiser: Rudolf II. (1576–1612) (1575–1611 König von Böhmen, 1576–1608 Erzherzog von Österreich, 1576–1608 König von Ungarn)
  - Kurfürstenkollegium
    - Fürsterzbistum Köln
      - Kurfürst: Ernst von Bayern (1583–1612) (1566–1612 Bischof von Freising, 1573–1612 Bischof von Hildesheim, 1581–1612 Bischof von Lüttich, 1584–1612 Bischof von Münster, 1581–1612 Abt von Stablo-Malmedy)

    - Fürsterzbistum Mainz
      - Kurfürst: Wolfgang von Dalberg (1582–1601)
      - Kurfürst: Johann Adam von Bicken (1601–1604)

    - Fürsterzbistum Trier
      - Kurfürst: Lothar von Metternich (1599–1623)

    - Königreich Böhmen
      - Kurfürst: Rudolf II., (1575–1611) (1576–1612 Kaiser, 1576–1608 Erzherzog von Österreich, 1576–1608 König von Ungarn)

    - Markgrafschaft Brandenburg
      - Kurfürst: Joachim Friedrich (1598–1608) (1554–1598 Administrator von Havelberg, 1566–1598 Administrator von Magdeburg, 1603–1608 Herzog von Preußen)

    - Pfalzgrafschaft bei Rhein
      - Kurfürst: Friedrich IV. (1583–1610)

    - Herzogtum Sachsen
      - Kurfürst: Christian II. (1591–1611)

  - geistliche Reichsfürsten
    - Hochstift Augsburg
      - Bischof: Heinrich V. von Knöringen (1599–1646)

    - Hochstift Bamberg
      - Bischof: Johann Philipp von Gebsattel (1599–1609)

    - Hochstift Basel
      - Bischof: Jakob Christoph Blarer von Wartensee (1575–1608)

    - Fürstpropstei Berchtesgaden
      - Propst: Ferdinand von Bayern (1594–1650) (1612–1650 Erzbischof von Köln, 1612–1650 Bischof von Hildesheim, 1612–1650 Bischof von Lüttich, 1612–1650 Bischof von Münster, 1618–1650 Bischof von Paderborn, 1612–1650 Abt von Stablo-Malmedy)

    - Erzstift Besançon
      - Erzbischof: Ferdinand de Rye (1586–1636)

    - Erzstift Bremen (1567–1648 evangelische Administratoren)
      - Administrator: Johann Friedrich von Schleswig-Holstein-Gottorf (1596–1634) (1607–1634 Administrator von Lübeck, 1631–1634 Administrator von Verden)

    - Hochstift Brixen
      - Bischof: Christoph Andreas von Spaur (1601–1613)

    - Erzstift Cambrai
      - Erzbischof: Guillaume de Berghes (1601–1609)

    - Hochstift Cammin (1557–1650 evangelische Administratoren)
      - Administrator: Kasimir von Pommern (1574–1602)

    - Hochstift Chur
      - Bischof: Peter Rascher (1581–1601)
      - Bischof: Johann V. Flugi (1601–1627)

    - Abtei Corvey
      - Abt: Dietrich von Beringhausen (1585–1616)

    - Balleien des Deutschen Ordens
      - Hoch- und Deutschmeister: Maximilian von Österreich (1590–1618)

    - Hochstift Eichstätt
      - Bischof: Johann Konrad von Gemmingen (1594–1612)

    - Fürstpropstei Ellwangen
      - Propst: Wolfgang von Hausen (1584–1603) (1600/2–1613 Bischof von Regensburg)

    - Hochstift Freising
      - Bischof: Ernst von Bayern (1566–1612) (1583–1612 Erzbischof von Köln, 1573–1612 Bischof von Hildesheim, 1581–1612 Bischof von Lüttich, 1584–1612 Bischof von Münster, 1581–1612 Abt von Stablo-Malmedy)

    - Abtei Fulda
      - Abt: Balthasar von Dernbach (1570–1606) (1576–1602 im Exil)
      - Administrator: Julius Echter von Mespelbrunn (1576–1602) (1573–1612 Bischof von Würzburg)

    - Hochstift Halberstadt
      - Administrator: Heinrich Julius von Braunschweig-Wolfenbüttel (1566–1613) (1589–1613 Herzog von Braunschweig-Wolfenbüttel, 1582–1585 Administrator von Minden)

    - Hochstift Hildesheim
      - Bischof: Ernst von Bayern (1573–1612) (1583–1612 Erzbischof von Köln, 1566–1612 Bischof von Freising, 1581–1612 Bischof von Lüttich, 1584–1612 Bischof von Münster, 1581–1612 Abt von Stablo-Malmedy)

    - Fürststift Kempten
      - Abt: Johann Adam Renner von Allmendingen (1594–1607)

    - Hochstift Konstanz
      - Bischof: Johann Georg von Hallwyl (1601–1604)

    - Hochstift Lübeck (1555–1803 evangelische Administratoren)
      - Administrator: Johann Adolf von Schleswig-Holstein-Gottorf (1586–1607) (1590–1616 Herzog von Schleswig-Holstein-Gottorf, 1585–1596 Administrator von Bremen)

    - Hochstift Lüttich
      - Bischof: Ernst von Bayern (1581–1612) (1583–1612 Erzbischof von Köln, 1566–1612 Bischof von Freising, 1573–1612 Bischof von Hildesheim, 1584–1612 Bischof von Münster, 1581–1612 Abt von Stablo-Malmedy)

    - Erzstift Magdeburg (1566–1631, 1638–1680 evangelische Administratoren)
      - Administrator: Christian Wilhelm von Brandenburg (1598–1631) (1625–1628 Administrator von Halberstadt)

    - Hochstift Minden
      - Administrator: Christian von Braunschweig-Lüneburg (1599–1625) (1611–1633 Herzog von Braunschweig-Lüneburg)

    - Hochstift Münster
      - Bischof: Ernst von Bayern (1584–1612) (1583–1612 Erzbischof von Köln, 1566–1612 Bischof von Freising, 1573–1612 Bischof von Hildesheim, 1581–1612 Bischof von Lüttich, 1581–1612 Abt von Stablo-Malmedy)

    - Hochstift Osnabrück
      - Administrator: Philipp Sigismund von Braunschweig-Wolfenbüttel (1591–1623) (1586–1623 Administrator von Verden)

    - Hochstift Paderborn
      - Bischof: Dietrich von Fürstenberg (1585–1616)

    - Hochstift Passau
      - Koadjutor: Leopold von Österreich (1598–1626) (ab 1605 Bischof) (1607–1626 Bischof von Straßburg)

    - Hochstift Ratzeburg (1554–1648 evangelische Administratoren)
      - Administrator: Karl von Mecklenburg (1592–1610) (1603–1610 Herzog von Mecklenburg-Güstrow)

    - Hochstift Regensburg
      - Bischof: Wolfgang von Hausen (1600/2–1613) (1584–1603 Propst von Ellwangen)

    - Erzstift Salzburg
      - Erzbischof: Wolf Dietrich von Raitenau (1587–1612)

    - Hochstift Schwerin (1533–1648 evangelische Administratoren)
      - Administrator: Ulrich I. von Mecklenburg (1550–1603) (1555–1603 Herzog von Mecklenburg-Güstrow)

    - Hochstift Sitten
      - Bischof: Hildebrand von Riedmatten (1565/68–1604)

    - Hochstift Speyer
      - Bischof: Eberhard von Dienheim (1581–1610)

    - Abtei Stablo-Malmedy
      - Abt: Ernst von Bayern (1581–1612) (1583–1612 Erzbischof von Köln, 1566–1612 Bischof von Freising, 1573–1612 Bischof von Hildesheim, 1581–1612 Bischof von Lüttich, 1584–1612 Bischof von Münster)

    - Hochstift Straßburg (1592 Doppelwahl siehe Straßburger Kapitelstreit)
      - Bischof: Karl von Lothringen (1592/1604–1607) (1578–1607 Bischof von Metz) (vom katholischen Teil des Domkapitels gewählt)
      - Administrator: Johann Georg von Brandenburg (1592–1604) (vom protestantischen Teil des Domkapitels gewählt)

    - Hochstift Toul (seit 1552 von Frankreich besetzt)
      - Bischof: Christophe de La Vallée (1588–1607) (1593–1602 Administrator von Verdun)

    - Hochstift Trient
      - Bischof: Carlo Gaudenzio Madruzzo (1600–1629)

    - Hochstift Verden (1568–1630 und 1634–1648 evangelische Administratoren)
      - Administrator: Philipp Sigismund von Braunschweig-Wolfenbüttel (1586–1623) (1591–1623 Administrator von Osnabrück)

    - Hochstift Worms
      - Bischof: Philipp von Rodenstein (1595–1604)

    - Hochstift Würzburg
      - Bischof: Julius Echter von Mespelbrunn (1573–1617) (1576–1602 Administrator von Fulda)

  - Weltliche Reichsfürsten
    - Anhalt
      - Fürst: Johann Georg I. (1586–1603) (1603–1618 Fürst von Anhalt-Dessau)

    - Arenberg
      - Fürst: Karl (1576–1616) (1568–1576 Graf)

    - Markgrafschaft Baden
      - Baden-Baden (1594–1622 von Baden-Durlach besetzt)
      - Baden-Durlach
        - Markgraf: Ernst Friedrich (1577–1604)

      - Baden-Hachberg
        - Markgraf: Georg Friedrich (1595–1604) (1577–1584, 1604–1622 Markgraf von Baden-Durlach, 1584–1604 Markgraf von Baden-Rötteln-Sausenburg)

      - Baden-Rodemachern
        - Markgraf: Philipp III. (1588–1620)

      - Baden-Rötteln-Sausenburg
        - Markgraf: Georg Friedrich (1584–1604) (1577–1584, 1604–1622 Markgraf von Baden-Durlach, 1595–1604 Markgraf von Baden-Hachberg)

    - Bayern
      - Herzog: Maximilian I. (1597–1651) (ab 1648 Kurfürst, 1623–1648 Kurfürst der Pfalz)

    - Brandenburg-Ansbach (1557–1603 Personalunion mit Brandenburg-Kulmbach)
      - Markgraf: Georg Friedrich I. (1543–1603) (1577–1603 Herzog von Preußen)

    - Brandenburg-Kulmbach (1557–1603 Personalunion mit Brandenburg-Ansbach)
      - Markgraf: Georg Friedrich I. (1557–1603) (1577–1603 Herzog von Preußen)

    - Braunschweig-Lüneburg
      - Herzog: Ernst II. (1592–1611)

    - Braunschweig-Wolfenbüttel
      - Herzog: Heinrich Julius (1589–1613) (1566–1613 Administrator von Halberstadt, 1582–1585 Administrator von Minden)

    - Hessen
      - Hessen-Darmstadt
        - Landgraf: Ludwig V. (1596–1626)

      - Hessen-Kassel
        - Landgraf: Moritz (1592–1627)

      - Hessen-Marburg
        - Landgraf: Ludwig IV. (1567–1604)

    - Jülich
      - Herzog: Johann Wilhelm (1592–1609) (1574–1585 Bischof von Münster)

    - Leuchtenberg
      - Landgraf: Georg IV. Ludwig (1567–1613)

    - Lothringen
      - Herzog: Karl III. (1545–1608)

    - Herzogtum Mecklenburg
      - Mecklenburg-Güstrow
        - Herzog: Ulrich (1555–1603) (1550–1603 Administrator von Schwerin)

      - Mecklenburg-Schwerin
        - Herzog: Adolf Friedrich I. (1592–1628, 1631–1658) (1631–1648 Administrator von Schwerin)

    - Österreich
      - Erzherzog: Rudolf V. (1576–1608) (1576–1612 Kaiser, 1575–1611 König von Böhmen, 1576–1608 König von Ungarn)

    - Pfalz (Kurlinie siehe unter Kurfürstentümer)
      - Pfalz-Neuburg
        - Pfalzgraf: Philipp Ludwig (1569–1614)

      - Pfalz-Veldenz
        - Pfalzgraf: Georg Gustav (1592–1634)

      - Pfalz-Zweibrücken
        - Pfalzgraf: Johann I. (1569–1604)

      - Pfalz-Zweibrücken-Birkenfeld
        - Pfalzgraf: Georg Wilhelm (1600–1669)

    - Herzogtum Pommern
      - Pommern-Stettin
        - Herzog: Barnim X. (1600–1603)

      - Pommern-Wolgast
        - Herzog: Philipp Julius (1592–1625)

    - Sachsen (Ernestiner)
      - Sachsen-Coburg
        - Herzog: Johann Casimir (1596–1633) (1572–1596 Herzog von Sachsen-Coburg-Eisenach)

      - Sachsen-Eisenach
        - Herzog: Johann Ernst (1596–1638) (1572–1596 Herzog von Sachsen-Coburg-Eisenach, 1633–1638 Herzog von Sachsen-Coburg)

      - Sachsen-Weimar
        - Herzog: Friedrich Wilhelm I. (1573–1602)

    - Sachsen-Lauenburg
      - Herzog: Franz II. (1581–1619)

    - Schleswig-Holstein-Gottorf
      - Herzog: Johann Adolf (1590–1616) (1585–1596 Administrator von Bremen, 1586–1607 Administrator von Lübeck)

    - Schleswig-Holstein-Sonderburg
      - Herzog: Johann (1564–1622)

    - Württemberg
      - Herzog: Friedrich I. (1593–1608)

  - sonstige Reichsstände (Auswahl)
    - Hanau-Lichtenberg
      - Graf: Johann Reinhard I. (1599–1625)

    - Hanau-Münzenberg
      - Graf: Philipp Ludwig II. (1580–1612)

    - Hohenzollern-Haigerloch
      - Graf: Johann Christoph (1592–1620)

    - Hohenzollern-Hechingen
      - Graf: Eitel Friedrich I. (1576–1605)

    -  Hohenzollern-Sigmaringen
      - Graf: Karl II. (1576–1606)

    - Lippe
      - Graf: Simon VI. (1563–1613)

    - Nassau
      - Ottonische Linie
        - Nassau-Dillenburg
          - Graf: Johann VI. (1559–1606)

      - Walramische Linie
        - Nassau-Ottweiler
          - Graf: Ludwig II. (1593–1602) (1602–1627 Graf von Nassau-Saarbrücken, 1602–1627 Graf von Nassau-Weilburg, 1605–1627 Graf von Nassau-Wiesbaden)

        - Nassau-Saarbrücken
          - Graf: Philipp III. (1574–1602) (1559–1602 Graf von Nassau-Weilburg)

        - Nassau-Weilburg
          - Graf: Philipp IV. (1559–1602) (1574–1602 Graf von Nassau-Saarbrücken)

        - Nassau-Wiesbaden
          - Graf: Johann Ludwig II. (1596–1605)

    - Oldenburg
      - Graf: Johann VII. (1573–1603)

    - Ortenburg
      - Graf: Heinrich VII. (1600–1603)

    - Ostfriesland
      - Graf: Enno III. (1599–1625)

    - Reuß
      - Reuß ältere Linie
        - Reuß-Burgk
          - Herr: Heinrich II. (1596–1608) (1572–1583 Herr von Reuß-Untergreiz, 1583–1696 Herr von Reuß-Untergreiz I)

        - Reuß-Untergreiz
          - Herr: Heinrich V. (1572–1583, 1596–1604) (1583–1696 Herr von Reuß-Untergreiz II)

      - Reuß mittlere Linie
        - Reuß-Obergreiz
          - Herr: Heinrich XVII. (1578–1607)

        - Reuß-Schleiz
          - Herr: Heinrich XVIII. (1596–1616) (1578–1597, 1607–1616 Herr von Reuß-Obergreiz)

      - Reuß jüngere Linie
        - Reuß-Gera
          - Herr: Heinrich II. (1572–1635)

    - Schaumburg und Holstein-Pinneberg
      - Graf: Adolf XI. (1581–1601)
      - Graf: Ernst (1601–1622)

    - Schwarzburg-Rudolstadt
      - Graf: Albrecht VII. (1574–1605)

    - Schwarzburg-Sondershausen (gemeinsame Herrschaft)
      - Graf: Günther XLII. (1586–1643)
      - Graf: Anton Heinrich (1586–1638)
      - Graf: Johann Günther II. (1586–1631)
      - Graf: Christian Günther I. (1586–1642)

    - Waldeck (1588–1607 gemeinsame Herrschaft)
      - Graf: Christian (1588–1607) (1607–1637 Graf von Waldeck-Wildungen)
      - Graf: Wolrad IV. (1588–1607) (1607–1640 Graf von Waldeck-Eisenberg)

- Italienische Staaten
  - Genua
    - Doge: Lorenzo Sauli (1599–1601)
    - Doge: Agostino Doria (1601–1603)

  - Guastalla
    - Graf: Ferrante II. Gonzaga (1575–1632) (ab 1621 Herzog)

  - Kirchenstaat
    - Papst: Clemens VIII. (1592–1605)

  - Mailand (1535–1706 zu Spanien)
    - Herzog: Philipp III. von Spanien (1598–1621)
      - Gouverneur: Pedro Enríquez de Acevedo (1600–1610)

  - Mantua (1533–1708 Personalunion mit Montferrat)
    - Herzog: Vincenzo I. Gonzaga (1587–1612)

  - Massa und Carrara
    - Fürst: Alberico I. Cybo-Malaspina (1554–1623)

  - Mirandola
    - Fürst: Federigo Pico (1568–1602) (bis 1596 Herr)

  - Modena und Reggio
    - Herzog: Cesare d’Este (1597–1628)

  - Montferrat (1533–1708 Personalunion mit Mantua)
    - Herzog: Vincenzo I. Gonzaga (1587–1612)

  - Neapel (1503–1707/14 zu Aragon bzw. Spanien)
    - König: Philipp III. von Spanien (1598–1621)
      - Vizekönig: Fernando Ruiz de Castro, 6. Graf von Lemos (1599–1601)
      - Vizekönig: Fernando Ruiz de Castro, 7. Graf von Lemos (1601–1603)

  - Parma und Piacenza
    - Herzog: Ranuccio I. Farnese (1592–1622)

  - Piombino
    - Fürst: Iacopo VII. Appiano (1589–1603) (bis 1594 Herr)

  - San Marino
    - Capitani Reggenti: Pier Matteo Belluzzi und Fabrizio Belluzzi (1600–1601)
    - Capitani Reggenti: Lorenzo Martelli und Liberio Gabrielli (1601)
    - Capitani Reggenti: Girolamo Gozi und Francesco Giannini (1601–1602)

  - Savoyen
    - Herzog: Karl Emanuel I. (1580–1630)

  - Sizilien (1412–1713 zu Aragon bzw. Spanien)
    - König: Philipp III. von Spanien (1598–1621)
      - Vizekönig: Bernardino de Cárdenas y Portugal, Herzog von Maqueda (1598–1601)
      - Vizekönig: Jorge de Cárdenas y Manrique de Lara (1601–1602)

  - Toskana
    - Großherzog: Ferdinando I. de’ Medici (1587–1609)

  - Urbino
    - Herzog: Francesco Maria II. della Rovere (1574–1631)

  - Venedig
    - Doge: Marino Grimani (1595–1605)

- Khanat der Krim
  - Khan: Ğazı II. Giray (1588–1596, 1596–1607)

- Kurland
  - Herzog: Friedrich Kettler (1595–1616, 1617–1642) (in Semgallen)
  - Herzog: Wilhelm Kettler (1595–1616) (in Kurland)

- Malta
  - Großmeister: Martin Garzes (1595–1601)
  - Großmeister: Alof de Wignacourt (1601–1622)

- Moldau (unter osmanischer Oberherrschaft)
  - Fürst: Ieremia Movilă (1595–1600, 1600–1606)

- Monaco
  - Seigneur: Hercule (1589–1604)

- Polen
  - König: Sigismund III. Wasa (1587–1632) (1592–1599 König von Schweden)

- Portugal (1580–1640 Personalunion mit Spanien)
  - König: Philipp II. (1598–1621) (1598–1621 König von Spanien)
    - Vizekönig: Cristóbal de Moura, Marqués de Castel Rodrigo (1600–1603, 1603, 1608–1612)

- Preußen
  - Herzog: Georg Friedrich (1577–1603) (1543–1603 Markgraf von Brandenburg-Ansbach)

- Russland
  - Zar: Boris Godunow (1598–1605)

- Schottland
  - König: Jakob VI. (1567–1625) (1603–1625 König von England und Irland)

- Schweden
  - Reichsverweser: Karl IX. (1599–1611) (ab 1604 König)

- Siebenbürgen (Herrschaft umstritten)
  - Fürst: Rudolf (1597–1598, 1600–1601, 1601–1604)
    - Gouverneur: Giorgio Basta (1600–1601, 1601–1604)

  - Fürst: Sigismund Báthory (1581–1598, 1598–1599, 1601, 1602)
  - Fürst: Rudolf (1597–1598, 1600–1601, 1601–1604)
    - Gouverneur: Giorgio Basta (1600–1601, 1601–1604)

- Spanien
  - König: Philipp III. (1598–1621) (1598–1621 König von Portugal)

- Ungarn
  - König: Rudolf (1576–1608) (1576–1612 Kaiser, 1575–1611 König von Böhmen, 1576–1608 Erzherzog von Österreich)

- Walachei (unter osmanischer Oberherrschaft)
  - Woiwode: Mihai Viteazul (1593–1601) (1600 Fürst der Moldau, 1599–1600 Fürst von Siebenbürgen)
  - Woiwode: Radu Mihnea (1601–1602, 1611, 1611–1616, 1620–1623) (1616–1619, 1623–1626 Fürst der Moldau)